# Gladys Powers
Gladys Stokes Luxford Powers (Lewisham, 10 de mayo de 1899 – 15 de agosto de 2008) se creía que era, a sus 109 años, la última veterana superviviente de la Primera Guerra Mundial tras la muerte el 27 de marzo de 2007 de su compañera estadounidense Charlotte Winters de 109 años. Sin embargo, se descubrió posteriormente a las compatriotas británicas Ivy Campany, que murió el 19 de diciembre de 2008, y Florence Green que refutaron este hito. Independientemente, Powers fue la última veterana que vivió en Canadá, tras la muerte de Dwight Wilson el 9 de mayo de 2007, el día antes del 108º cumpleaños de Powers. El último veterano nacido en Canadá, John Babcock, de 109 años, se mudó más tarde a Estados Unidos donde vivió hasta su muerte el 18 de febrero de 2010.
Powers era hija de Frederick Charles Stokes. Durante su infancia vivió entre Turquía y Australia. En 1915, se ofreció como camarera de cuartel para el WAAC (Cuerpo Auxiliar del Ejército de la Reina María) a pesar de que la edad mínima para alistarse era de 17 años. Más tarde, fue transferida en la WRAF (la Royal Air Force femenina). En 1920, se casó con Edward Luxford, un soldado canadiense, a quien había conocido mientras visitaba a su hermano mayor, Cyril, en el hospital, donde este último se recuperaba del shock sufrido durante la guerra.
Los Luxfords se trasladaron a Calgary ese año, y caminó casi 1000 kilómetros a lo largo de las vías del Canadian Pacific Railway hasta Columbia Británica en 1925. Más tarde se divorciaron y Powers se volvió a casar y enviudó dos veces, antes de conocer y casarse con Andrew Powers en 1973, a quien también sobrevivió. Vivió en Abbotsford desde 1992 hasta su muerte en 2008.